# Renzo De Felice
Renzo De Felice (Rieti, 8 aprile 1929 – Roma, 25 maggio 1996) è stato uno storico italiano, considerato il maggiore studioso del fascismo, alla cui approfondita analisi si dedicò sin dal 1960  fino all'anno della sua morte.

## La vita e la carriera accademica
Figlio unico, Renzo De Felice conseguì la maturità da privatista nel 1949 presso il liceo classico Marco Terenzio Varrone di Rieti. Si iscrisse alla facoltà di giurisprudenza dell'Università di Roma La Sapienza e nell'anno accademico 1951-1952 ottenne il passaggio al secondo anno del corso di laurea in filosofia. Durante gli studi universitari si era iscritto al Partito Comunista Italiano e, secondo la testimonianza del suo collega di studi Piero Melograni, decise il suo passaggio al corso di laurea in filosofia perché lo studio della stessa gli sembrava – in una prospettiva marxista – indispensabile per fondare adeguatamente gli studi di carattere storico, che lo appassionavano sin dalla sua iscrizione a giurisprudenza.
Era un militante di ispirazione trockista e, nel 1952, fu arrestato insieme a Sergio Bertelli mentre preparava una contestazione contro la visita a Roma del generale statunitense Matthew Ridgway, veterano della guerra di Corea e comandante della NATO. Alla fine degli 1980, interrogato su cosa avesse conservato dell'ideologia coltivata in gioventù, rispose:
Nella facoltà di filosofia, quale titolare del corso di storia moderna, insegnava il professor Federico Chabod; per De Felice quello con Chabod fu un incontro decisivo: prese a frequentare assiduamente le lezioni ed i seminari tenuti dallo storico liberale e, nell'ambito di uno di questi, scrisse un saggio sugli ebrei nella Repubblica Romana del 1798-1799, del quale Chabod sollecitò la pubblicazione.
Ma chi più ebbe influenza sul giovane De Felice, secondo quanto da lui stesso riferito, fu il suo maestro e poi amico Delio Cantimori. Ormai definitivamente orientato verso lo studio della storia, De Felice preparò quindi la sua tesi di laurea – relatore lo stesso Chabod – con titolo Correnti di pensiero politico nella prima repubblica romana, che discusse il 16 novembre 1954 ottenendo il massimo dei voti con lode. Nel 1956 ottenne una borsa di studio presso l'Istituto Italiano per gli Studi Storici di Napoli, fondato da Benedetto Croce e diretto dallo stesso Chabod.
Sempre nel 1956 fu tra i firmatari del Manifesto dei 101, sottoscritto da intellettuali dissenzienti verso l'appoggio dato dal partito all'invasione sovietica dell'Ungheria. Insieme a molti dei firmatari del manifesto, De Felice lasciò il PCI, iscrivendosi al Partito Socialista Italiano. In seguito preferì rinunciare a ogni militanza politica e lasciò anche il PSI. L'uscita dal partito costò a De Felice alcuni anni di isolamento, che durarono sino agli incontri con la futura moglie Livia De Ruggiero, figlia del filosofo liberale Guido De Ruggiero scomparso nel 1948, e con il sacerdote e studioso cattolico don Giuseppe De Luca.
Con l'appoggio di Rosario Romeo, vinse il concorso a professore ordinario e ottenne la cattedra all'Università di Salerno dove insegnò dal 1968 al 1971. Nel 1970 fondò la rivista Storia Contemporanea edita da Il Mulino, che diresse sino alla morte. Nel 1972 si trasferì all'Università "La Sapienza" di Roma, ove insegnò Storia dei partiti politici, prima alla facoltà di Lettere e poi, dal 1979, in quella di Scienze politiche; infine, nel 1986, passò a occupare la cattedra di Storia contemporanea.
Alla vigilia delle elezioni politiche del 1976 firmò insieme ad altri cinquanta intellettuali un manifesto pubblicato da Il Giornale di Indro Montanelli, nel quale si invitavano gli elettori a votare «dal PLI al PSI», criticando come «moda del giorno» le dichiarazioni di voto di molti intellettuali per il PCI, allora in costante ascesa tanto da far apparire probabile il "sorpasso" sulla Democrazia Cristiana come primo partito. Intervistato sulla sua adesione, De Felice spiegò di avere l'impressione che tanti intellettuali «votino comunista nel timore di perdere la qualifica di uomini di cultura. Noi, al contrario, non crediamo che la cultura "liberale", della quale siamo partecipi, abbia come logico sviluppo la scelta comunista. È proprio una scelta opposta».

Renzo De Felice (a destra) con l'editore Vito Laterza.

Durante il novembre 1977 partecipò a Roma a un'udienza del Tribunale internazionale Sacharov, dal nome del dissidente sovietico Andrej Dmitrievič Sacharov, sulle violazioni dei diritti umani nell'URSS e nell'Europa orientale comunista. Nel 2012, negli archivi della Stasi, polizia segreta della Germania Est (DDR), è stata rinvenuta una scheda su De Felice, segnalato per essere intervenuto attivamente nella fase preparatoria dei lavori, nel corso dei quali la DDR fu accusata di abusi. Ha fatto parte del consiglio editoriale del Journal of Contemporary History.
De Felice morì per un tumore, all'età di 67 anni, nella notte tra venerdì 24 e sabato 25 maggio 1996 nella sua casa romana di Monteverde vecchio in via Antonio Cesari. Il cancro che lo affliggeva era probabilmente legato all'epatite cronica di cui da vent'anni era affetto.
Tra i suoi studenti divenuti a loro volta storici vi sono Emilio Gentile, Giovanni Sabbatucci (entrambi considerati i più importanti storici contemporanei del fascismo), Paolo Mieli, Francesco Perfetti, Giuseppe Parlato, Mauro Canali, Renato Moro.

## Gli studi
Inizialmente De Felice si dedicò allo studio della storia moderna, concentrandosi in particolare sul giacobinismo italiano. Sebbene abbia prodotto sul tema un considerevole numero di pubblicazioni, la sua attività come studioso del giacobinismo fu in qualche modo oscurata dalla successiva e ben più ampia produzione storiografica sul Novecento, e soprattutto sul fascismo. Ciononostante, secondo Giuseppe Galasso, «De Felice resta nella storiografia sul giacobinismo, se non con lo stesso rilievo che in quella sul fascismo, certo con una non minore legittimità di ricerca e risultati».
Gli studi di storia contemporanea iniziarono con il volume Storia degli ebrei italiani sotto il fascismo (1961), nato da uno studio commissionatogli dall'Unione delle comunità israelitiche. Da tale filone scaturì l'interesse che contraddistinse più marcatamente la sua carriera di storico e che lo propose spesso all'attenzione del grande pubblico: la storia del fascismo.

## Il magnum opus: ilMussolinidi De Felice
(Renzo De Felice)
La sua grande opera affronta il Ventennio fascista partendo dalla vita di Benito Mussolini: il primo volume, Mussolini il rivoluzionario, è del 1965; l'ultimo, Mussolini l'alleato. La guerra civile, fu pubblicato incompleto e postumo nel 1997. Uscita nell'arco di trent'anni in otto volumi per settemila pagine, offre un'interpretazione originale del fenomeno fascista, che ancora suscita consensi e critiche. Lettura ostica, sia per la struttura della prosa che per le vaste appendici documentarie, con note ampie ed esaustive, il magnum opus defeliciano è stato uno dei più grandi casi storiografici del secondo Dopoguerra, influendo sul dibattito culturale italiano. L'interpretazione che De Felice dà del fascismo si articola su tre temi fondamentali: l'origine socialista del pensiero di Mussolini e la differenza fra il fascismo e le dittature di destra contemporanee; la distinzione fra il "fascismo movimento" e il "fascismo regime"; la realizzazione di un consenso determinante a garantire stabilità e successo al regime fascista. De Felice individua un'evoluzione ideologica di Mussolini da socialista a interventista e quindi a fascista; le dinamiche che si innescarono portando il fascismo dall'essere un movimento «di sinistra» a quello di movimento conservatore e di destra; il successivo trapasso da movimento ricco di sfumature e posizioni divergenti a quello facente perno sulla personalità del duce; l'identificazione del fascismo a forza dell'immobilismo e della conservazione. Il consenso e l'appoggio del quale godette il fascismo - e non quindi fondato solo su elementi coercitivi e polizieschi - fu un altro tema sollevato e documentato da De Felice, secondo il quale esso cessò solo tra il 1942-43, quando la sconfitta militare su tutti i fronti di guerra si profilava minacciosa. Al di là degli elogi e delle critiche, l'interpretazione che De Felice offre del fascismo e della dittatura mussoliniana ha comunque il merito di aver suscitato una nuova stagione di studi e riflessioni sul fascismo. Secondo Indro Montanelli, «sul Ventennio fascista nessuno potrà più scrivere una riga senza consultare De Felice, nel quale c'è tutto. Tutto meno una cosa, purtroppo la più importante: l'uomo Mussolini, senza il quale del fascismo non si capisce nulla, perché il fascismo fu tutto e soltanto lui».
I volumi mussoliniani di De Felice hanno riscosso grande successo di vendite. Pubblicati da Einaudi, per l'editore torinese nel 2001 uscì un'edizione in quattro cd-rom, con vasto corredo di apparati fotografici, filmati, documenti sonori; nello stesso anno, i quattro compact disc furono allegati ai settimanali Panorama e TV Sorrisi e Canzoni. Gli 8 volumi sono stati pubblicati in formato cartaceo per quattro volte in allegato: la prima volta nel 2006 coi settimanali mondadoriani; nell'autunno 2015-16 con il quotidiano Il Giornale; nell'autunno 2018-19 nuovamente coi settimanali Mondadori; la quarta volta nell'autunno 2022 con la rivista TV Sorrisi e Canzoni, in occasione del centenario della Marcia su Roma.

### Controversie
Quando De Felice, storico di orientamento liberaldemocratico che secondo alcuni autori aveva origini ebraiche, pubblicò il primo volume della monumentale biografia di Mussolini, la storiografia e la cultura italiana erano divise da barriere ideologiche molto rigide. Una ricerca che contraddicesse l'interpretazione storiografica prevalente del fascismo, di Mussolini e della guerra di liberazione, si esponeva a forti critiche e pesanti polemiche; lo storico venne accusato dalla sinistra di giustificare il fascismo e di eccessiva adesione al personaggio oggetto del suo lavoro.
D'altra parte, le sue ricerche, delle quali buona parte degli accademici ha riconosciuto tanto la serietà quanto la scrupolosa documentazione, furono spesso utilizzate (con evidenti forzature delle tesi defeliciane) dai seguaci delle teorie revisionistiche, al fine di negare le responsabilità storiche del fascismo. Il mondo antifascista reagì accusando De Felice di revisionismo e accomunandolo spesso a storici invisi e considerati anch'essi revisionisti. De Felice reagì, da una parte ribadendo le sue tesi in libri discussi ma sempre di tono "scientifico", dall'altra, con articoli che pubblicò su Il Giornale, o in alcune interviste rilasciate a Giuliano Ferrara, sul Corriere della Sera, utilizzando il mezzo giornalistico per aprire il dibattito sul fascismo a un pubblico non di soli specialisti.
In definitiva il lavoro svolto da De Felice permise l'inizio di un nuovo modo di porsi riguardo allo studio degli anni del fascismo, affrancando quest'ultimo "dagli stereotipi e dalle secche dell'antifascismo di maniera".

## Valutazioni critiche dell'opera di De Felice
De Felice viene considerato lo storico italiano che, accedendo agli Archivi di stato ed a quelli del regime fascista, ha ricostruito più in profondità, dedicando l'ultima parte della sua vita ad un'opera ricca di nuove interpretazioni rispetto alle correnti storiografiche tradizionali, rappresenta un esempio di approfondimento storico metodico e documentato del ventennio fascista ed in particolare della parabola mussoliniana.
De Felice ha creato una vera e propria scuola storiografica: oltre a Emilio Gentile, diversi allievi ne hanno proseguito gli studi, (molti raccolti intorno alla rivista Nuova storia contemporanea) da Giuseppe Parlato a Francesco Perfetti, a Giovanni Sabbatucci. Al di fuori della sua scuola, la sua opera è stata talora oggetto di critiche da parte di storici accademici. Tra questi, Giorgio Rochat ha evidenziato la scarsa attenzione prestata da De Felice ai problemi fondamentali della politica militare del Duce; l'autore afferma che: «De Felice non aveva alcun interesse per le forze armate, dimenticate nei primi cinque volumi della sua biografia di Mussolini malgrado le responsabilità di costui nella politica militare» e che  «lo scarso interesse di De Felice per le questioni militari lo porta anche nell'ultimo volume della biografia a scelte discutibili» oltre a sottolineare anche l'assenza nella sua opera di riferimenti al ruolo decisivo svolto da Mussolini nelle politiche repressive in Libia: «nella monumentale biografia che De Felice dedica a Mussolini non è mai citato il vivo interesse con cui il Duce seguiva la repressione».
È stata criticata inoltre l'assenza di un'analisi della politica bellica di Mussolini in Etiopia e delle sue decisioni sull'impiego dei gas; a tale proposito Angelo Del Boca ha scritto: «A nostro avviso De Felice non ha messo sufficientemente in risalto la gravità dell'aggressione a uno stato sovrano e i metodi spietati che hanno caratterizzato la campagna [...] per fare un solo esempio De Felice liquida la questione dell'impiego sistematico degli aggressivi chimici, forse il peggior crimine che si può imputare al fascismo, con una sola riga.».
Relativamente alle occupazioni balcaniche, Teodoro Sala scrive della «sottovalutazione delle questioni balcaniche operata da Renzo De Felice quando ha ricostruito la politica estera fascista» e di «uso magmatico delle fonti introdotto nell'opera monumentale dedicata da De Felice a Mussolini».
Riguardo all'interpretazione da parte di De Felice della politica estera intrapresa da Dino Grandi, lo storico britannico MacGregor Knox scrive di: «singolare interpretazione della diplomazia e della strategia fascista» e di «ancor più bizzarra adorazione per l'ambiguo collaboratore e rivale Dino Grandi», mentre lo storico australiano R. J. B. Bosworth parla di «ricomparsa di Grandi nel 1988 in veste di eroe dell'interpretazione revisionista del regime data da Renzo De Felice». Sempre riguardo all'interpretazione di De Felice della politica estera fascista, Teodoro Sala condivide il concetto di una "continuità" del fascismo rispetto al periodo liberale ma scrive anche che «si insiste in modo francamente artificioso sulla prevalenza che il fascismo avrebbe dato, fino alla metà degli anni trenta, a una politica degli interessi nazionali contrapposta a quella successiva fondata più sugli interessi ideologici».
Lo storico tedesco Lutz Klinkhammer, pur citando varie volte De Felice e apprezzandone alcuni lavori, scrive anche di «impressionante trascuratezza riguardo alle fonti tedesche, cosa che per l'interpretazione del periodo bellico porta necessariamente ad uno stravolgimento della prospettiva». Lo storico Thomas Schlemmer elogia gli autori italiani più giovani per "aver messo in dubbio la tesi, che risale a Renzo De Felice, secondo la quale il fascismo sarebbe fuori dal cono d'ombra dell'Olocausto".
Infine è stata criticata la tesi secondo la quale esiste una sostanziale equivalenza morale delle due parti in lotta. Ancora Bosworth: «la tesi revisionista diventa inaccettabile quando storici e memorialisti accampano un'equivalenza morale tra le due parti in lotta».

## Opere
- Note e ricerche sugli "Illuminati" e il misticismo rivoluzionario (1789-1800), Roma, Ediz. di Storia e Letteratura, 1960; Collana I Classici della Storia, Milano, Luni Editrice, 2018, ISBN 978-88-7984-624-0.
- La vendita dei beni nazionali nella Repubblica Romana del 1798-99, Roma, Ediz. di Storia e Letteratura, 1960.
- Storia degli ebrei italiani sotto il fascismo, Torino, Einaudi, 1961, ISBN 88-06-13257-1.
- Aspetti e momenti della vita economica di Roma e del Lazio nei secoli XVIII e XIX, Roma, Ediz. di Storia e Letteratura, 1965.
- Italia giacobina, Napoli, Edizioni Scientifiche Italiane, 1965.
- Sindacalismo rivoluzionario e fiumanesimo nel carteggio De Ambris - D'Annunzio (1919-1922), Brescia, Morcelliana, 1966.
- Le interpretazioni del fascismo, Bari, Laterza, 1969, ISBN 88-420-4595-0.
- Il problema dell'Alto Adige nei rapporti italo-tedeschi dall'Anschluss alla fine della seconda guerra mondiale, Bologna, Il Mulino, 1973.
- Intervista sul fascismo, a cura di Michael Ledeen, Bari, Laterza, 1975, ISBN 88-420-5371-6.
- Antologia sul fascismo. Il giudizio politico, Bari, Laterza, 1976.
- Antologia sul fascismo. Il giudizio storico, Bari, Laterza, 1976.
- D'Annunzio politico. 1918-1938, Collana Tempi Nuovi, Bari, Laterza, 1978; Collana Classici della Storia, Milano, Luni Editrice, 2019, ISBN 978-88-798-4660-8.
- Ebrei in un paese arabo. Gli ebrei nella Libia contemporanea tra colonialismo, nazionalismo arabo e sionismo, 1835-1970, Bologna, Il Mulino, 1978.
- Storia fotografica del fascismo, con Luigi Goglia, Bari, Laterza, 1981.
- Mussolini. Il mito, con Luigi Goglia, Bari, Laterza, 1983.
- Intellettuali di fronte al fascismo. Saggi e note documentarie, Roma, Bonacci, 1985; Collana Classici della Storia, Milano, Luni Editrice, 2018, ISBN 978-88-798-4550-2.
- Il fascismo e l'Oriente. Arabi, ebrei e indiani nella politica di Mussolini, Bologna, Il Mulino, 1988; Collana Classici della Storia, Milano, Luni Editrice, 2018, ISBN 978-88-7984-551-9.
- Il triennio giacobino in Italia, 1796-1799. Note e ricerche, Roma, Bonacci, 1990.
- Bibliografia orientativa del fascismo, Collana I Fatti della Storia, Roma, Bonacci, 1991.
- L'Italia fascista 1926-1939. La Storia d'Italia del XX secolo, 3 voll., testi di Valerio Castronono, R. De Felice e Pietro Scoppola, capitoli fotografici a cura di Alberto Maria Arpino e Cecilia Sica, Roma, Editalia-Istituto Poligrafico e Zecca dello Stato, 1995.
- Rosso e Nero, Milano, Baldini & Castoldi, 1995, ISBN 88-8089-675-X.
- Italiani, amici nemici, dialogo con Norberto Bobbio e Gian Enrico Rusconi, Collana I libri di Reset, Roma, Donzelli, 1996, ISBN 978-88-798-9271-1.
- Fascismo, antifascismo, nazione. Note e ricerche, Roma, Bonacci, 1996.
- Fascismo, Prefazione di Sergio Romano, Introduzione di Francesco Perfetti, Milano, Luni Editrice, 1998, ISBN 88-7984-109-2; Firenze, Le Lettere, 2011, ISBN 978-88-608-7441-2.
- Breve storia del Fascismo, Introduzione di Claudio Siniscalchi, con una nota di Folco Quilici, Collezione Le Scie n.47, Milano, Mondadori, 2001.

### La biografia di Mussolini
- Mussolini il rivoluzionario, 1883-1920, Prefazione di Delio Cantimori, Collana Biblioteca di cultura storica, Einaudi, Torino, 1965.
- Mussolini il fascista. Vol. I: La conquista del potere, 1921-1925, Collana Biblioteca di cultura storica. Einaudi, Torino, 1966, ISBN 88-06-13991-6.
- Mussolini il fascista. Vol. II: L'organizzazione dello stato fascista, 1925-1929, Collana Biblioteca di cultura storica n.92, Einaudi, Torino, 1968, ISBN 88-06-18093-2.
- Mussolini il duce. Vol. I: Gli anni del consenso, 1929-1936, Collana Biblioteca di cultura storica, Einaudi, Torino, 1974, ISBN 88-06-13996-7.
- Mussolini il duce. Vol. II: Lo Stato totalitario 1936-1940, Collana Biblioteca di cultura storica, Einaudi, Torino, 1981, ISBN 88-06-13997-5.
- Mussolini l'alleato. Vol. I. L'Italia in guerra, 1940-1943. Tomo I: Dalla guerra «breve» alla guerra lunga, Collana Biblioteca di cultura storica, Einaudi, Torino, 1990, 88-06-14031-0.
- Mussolini l'alleato. Vol. I. L'Italia in guerra 1940-1943. Tomo II: Crisi e agonia del regime, Collana Biblioteca di cultura storica, Einaudi, Torino, 1990, ISBN 88-06-14032-9.
- Mussolini l'alleato. Vol. II. La guerra civile 1943-1945, a cura di Emilio Gentile, Luigi Goglia, Mario Missori, Collana Biblioteca di cultura storica, Einaudi, Torino, 1997, ISBN 88-06-11806-4 (pubblicato postumo e incompiuto con una prefazione della vedova Livia De Ruggiero).

### Articoli e interviste
- Scritti giornalistici. Dagli Ebrei a Mussolini. 1960-1974 - Volume I - Tomo I, a cura di Giuseppe Parlato, introduzione di Stefano Folli, Collana Contemporanea, Milano, Luni Editrice, 2016, ISBN 978-88-798-4492-5.
- Scritti giornalistici. Dagli Ebrei a Mussolini. 1974-1977 - Volume I - Tomo II, a cura di G. Parlato, Collana Contemporanea, Milano, Luni Editrice, 2016, ISBN 978-88-798-4502-1.
- Scritti giornalistici. I nemici dello stato di diritto, 1978-1983, Volume II - Tomo I, a cura di G. Parlato, prefazione di Pierluigi Battista, Collana Contemporanea, Milano, Luni Editrice, 2017, ISBN 978-88-798-4493-2.
- Scritti giornalistici. I nemici dello stato di diritto, 1984-1988, Volume II - Tomo II, a cura di G. Parlato, prefazione di Pasquale Chessa, Collana Contemporanea, Milano, Luni Editrice, 2017, ISBN 978-88-798-4542-7.
- Scritti giornalistici. «Facciamo storia, non moralismo», 1989-1996, Volume III, Prefazione di Gianni Scipione Rossi, a cura di Giuseppe Parlato e Giuliana Podda, Collana Contemporanea, Milano, Luni Editrice, 2019, ISBN 978-88-798-4494-9.
- L'idea di Europa e l'Unità d'Italia. Conversazioni radiofoniche, a cura di L. Cella ed E. Malantrucco, Collana La nuova meridiana.Sezione storia, Firenze, Le Lettere, 2011, ISBN 978-88-608-7382-8.

### Curatele
- I giornali giacobini italiani, Collana di periodici italiani e stranieri n.6, Milano, Feltrinelli, 1962.
- Il Fascismo in Italia. Leningrado 1926. Studio inedito per i quadri dell'Internazionale comunista, Milano, Edizioni del Gallo, 1965.
- Il Fascismo e i partiti politici italiani. Testimonianze del 1921-1923, Bologna, Cappelli, 1966.
- Il Fascismo. Le interpretazioni dei contemporanei e degli storici, Bari, Laterza, 1970; nuova ed. con un'Appendice di nuovi testi, Prefazione di Giovanni Sabbatucci, Collana Storia e società, Laterza, 1998; Biblioteca Storica, Laterza, 2008.
- Carteggio D'Annunzio-Mussolini (1919-1938), a cura di R. De Felice e Emilio Mariano, Milano, Mondadori, 1971. - Collana I Classici della Storia, Milano, Luni Editrice, 2019, ISBN 978-88-798-4656-1.
- I rapporti tra fascismo e nazionalsocialismo fino all'andata al potere di Hitler (1922-1933). Appunti e documenti, Anno accademico 1970-1971, Napoli, Edizioni Scientifiche Italiane, 1971. - col titolo Mussolini e Hitler. I rapporti segreti 1922-1933. Con documenti inediti, Collezione Quaderni di Storia, Firenze, Le Monnier, I ed. 1975; II ed. con Appendice, 1983; Prefazione di Christian Goeschel, Roma-Bari, Laterza, 2013, ISBN 978-88-581-0429-3.
- L'Italia fra tedeschi e Alleati. La politica estera fascista e la Seconda guerra mondiale, Bologna, Il Mulino, 1973. - Collana Classici della Storia, Milano, Luni Editrice, 2018, ISBN 978-88-798-4572-4.
- Alceste De Ambris-Luigi Campolonghi-Mario Girardon-Maria Rygier, Benito Mussolini. Quattro testimonianze, Firenze, La Nuova Italia, 1976.
- Autobiografia del fascismo. Antologia di testi fascisti, 1919-1945, Collana Politica e Società:saggi e documenti, Bergamo, Minerva Italica, 1978. - Collezione Biblioteca di cultura storica, Torino, Einaudi, 2001, ISBN 978-88-061-6106-4; Collana ET Saggi, 2004; Collana Classici della Storia, Luni Editrice, 2019; Collana ET Storia, Einaudi, 2019.
- Cenni storici sulla emigrazione italiana nelle Americhe e in Australia, Milano, Franco Angeli, 1979.
- Galeazzo Ciano, Diario 1937-1943, Collana Storica, Milano, Rizzoli, 1980.
- Tullio Cianetti, Memorie dal carcere di Verona. Lavoro e organizzazione sindacale in epoca fascista nella testimonianza inedita dell'ultimo ministro delle Corporazioni, Collana Storica, Milano, Rizzoli, 1983.
- Dino Grandi, 25 Luglio Quarant'anni dopo, Bologna, Il Mulino, 1983.
- Dino Grandi, Il mio Paese. Ricordi autobiografici, Bologna, Il Mulino, 1985.
- Futurismo, cultura e politica. Scritti di Mosse, De Maria, Asor Rosa, Carpi, Tessari, Gentile, Zapponi, Buchignani, Guerri, Crispolti, Jannini, Masini, Cavaglià, De Michelis, Stephan, Brihuega, Wees, Fondazione Giovanni Agnelli, 1988. [Atti del Convegno tenuta a Palazzo Grassi il 15 e 16 maggio 1986]
- Giuseppe Bottai-don Giuseppe De Luca, Carteggio 1940-1957, a cura di R. De Felice e Renato Moro, Roma, Edizioni di Storia e Letteratura, 1989.
- Bibliografia orientativa del fascismo, Collana I Fatti della Storia, Roma, Bonacci, 1991.
- Mussolini giornalista, 1912-1922. I migliori articoli dell'«Avanti!» e de «Il Popolo d'Italia», Milano, Rizzoli, 1995,  p. 370. - Prefazione di Indro Montanelli, Collana SuperBur Saggi, Milano BUR-Rizzoli, 2001, ISBN 978-88-171-2541-3.

### Prefazioni
- Salvatore Bono, I corsari barbareschi, Torino, ERI, 1964.
- Luigi Capello, Caporetto, perchè?, Collana Saggi n.414, Torino, Einaudi, ottobre 1967.
- Sergio Zavoli, Nascita di una dittatura, Torino, SEI, 1973.
- Mariano Ambri, I falsi fascismi: Ungheria, Jugoslavia, Romania, Roma, Jouvence, 1980.
- Andreas Hillgruber, La strategia militare di Hitler. Come il Fuhrer progettò la conquista dell'Europa, Collana Storica, Milano, Rizzoli, 1986.
- Yvon De Begnac, Taccuini mussoliniani, a cura di Francesco Perfetti, Bologna, Il Mulino, 1990.
- Giovanni Ansaldo, Diario di prigionia, Bologna, Il Mulino, 1993.

## Altri riconoscimenti
Nel 1995 l'Accademia dei Lincei gli ha conferito il Premio Feltrinelli per le Scienze storiche.